# Equator (strip)
Equator is een Belgische stripreeks die begonnen is in 1993 met Daniel Henrotin als schrijver en tekenaar.

## Albums
Alle albums zijn geschreven en getekend door Daniel Henrotin. In het laatste album De drie erfgenamen hielp Stephen Desberg met schrijven.
| Nummer | Titel              | Uitgever(s)                           |
| ------ | ------------------ | ------------------------------------- |
| 1      | Caro               | Alpen Publishers, Arboris, Le Lombard |
| 2      | De drie erfgenamen | Arboris, Le Lombard                   |